# Історія сільського господарства

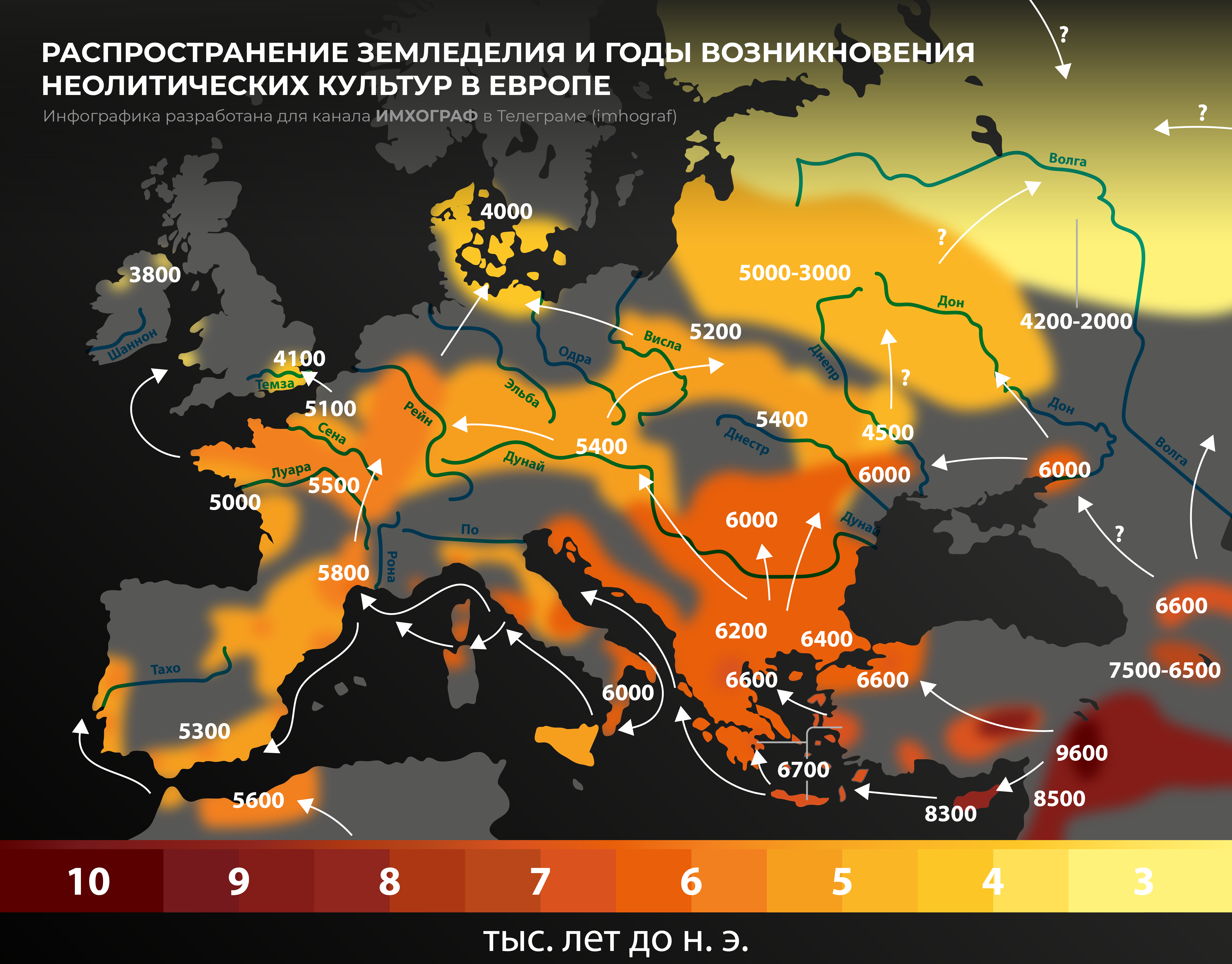
Поширення землеробства з родючого півмісяця по території Європи з датами

Сільське господарство — галузь економіки, спрямована на забезпечення населення продовольством (їжею) та отримання сировини для ряду галузей промисловості.

## Неолітична революція
Неолітична революція, перехід людських громад від примітивної економіки мисливців і збирачів до сільського господарства, заснованого на землеробстві й тваринництві, трактується вченими (академік Г. Б. Поляк, професор А. Н. Маркова) як перехід від присвоючої до виробляючої економіки. За даними археології, одомашнення тварин й рослин відбувалося в різний час незалежно в 7–8 регіонах. Найдавнішим центром неолітичної революції вважається Близький Схід, де одомашнення почалося не пізніше, ніж 10 тис. років тому. У центральних областях  Світ-Системи перетворення або заміщення мисливсько-збиральних суспільств аграрними датується широким часовим діапазоном від Х до III тисячоліття до н. е., в більшості периферійних областей перехід до виробничого господарства завершився значно пізніше.
Існує кілька конкуруючих теорій про причини появи землеробства. Найпоширенішими вважають такі:
- Теорія «оаз», прихильником якої був сам Гордон Чайлд[2]. Вона прив'язує економічні зміни до змін клімату в кінці льодовикового періоду.
- Теорія «горбистих схилів». Припускає, що одомашнення почалося на горбистих схилах гір Тавру в Туреччині і Загросу в Ірані, де клімат не був посушливим і збереглося різноманітність диких тварин і рослин[3].
- Теорія «фієсти»[4] допускає, що в рамках місцевої культури мала місце демонстрація своєї влади й могутності.
- «Демографічна теорія», яку висунув Карл Зауер[5][6], передбачає, що збільшення чисельності населення було не наслідком, а

причиною переходу до землеробства.
- Теорія «цілеспрямованої еволюції»[7] розглядає одомашнення рослин як результат взаємного пристосування людей і рослин.
- Ще один варіант пов'язання економічного прогресу зі змінами клімату полягає в припущенні, що поява землеробства стала можлива у зв'язку з настанням тривалого періоду стабільного і передбачуваного клімату[8].
- Гіпотеза релігійної революції. Полягає в тому, що причиною, що спонукала людей до осілого способу життя, була нова релігійна ідея, згідно з якою виникла необхідність зберігати зв'язок з померлими предками.

## Найдавніші центри
Сільське господарство зазнало значний змін з часів раннього землеробства. У Передній Азії, Єгипті, Індії почалося перше планомірне вирощування й збирання рослин, які раніше збирали в дикому вигляді. Перші злаки були окультурені в районі Родючого півмісяця — пшениця (точніше, жито: однозернянка й двозернянка), потім ячмінь і жито. З Близького Сходу ці культури поширилися на північ Африки, на південний схід Європи, в Персію і далі в Індію.
Дещо пізніше незалежне «відкриття» сільського господарства відбулося в долинах китайських річок Янцзи і Хуанхе, в африканському Сахелі, Новій Гвінеї, Месоамериці. В Китаї за 7 тисяч років до н. е. вирощувалися рис та просо; пізніше була одомашнена соя. Ще через дві тисячі років почалося вирощування місцевих зернових культур в Сахелі (африканський рис, сорго). У Новій Гвінеї й Ефіопії також були одомашнені деякі унікальні для цих регіонів рослини.
Перші свідчення обробітку пшениці и бобових в долині Інду відносяться до 6-го тис. до н. е.
За 4 тисячі років до н. е. предки носіїв індійської цивілізації знали такі рослини, як пшениця, горох, кунжут, ячмінь, фініки, апельсини, манго. Ще через 500 років у долині Інду почався обробіток бавовнику.
Американські індіанці 4 або 5 тисяч років тому одомашнили кукурудзу, томат, гарбуз, картоплю й соняшник. Прийнято розрізняти три основні центри одомашнення — американський (Північний Захід континенту), центральноамериканський (центральна частина Мексики) та північноамериканський (долина річки Міссісіпі). До початку Нашої ери в Америці були великі міста із зерносховищами. Базовими сільськогосподарськими культурами були кукурудза, гарбуз й квасоля (система «трьох сестер»).

## Інтенсифікація сільського господарства

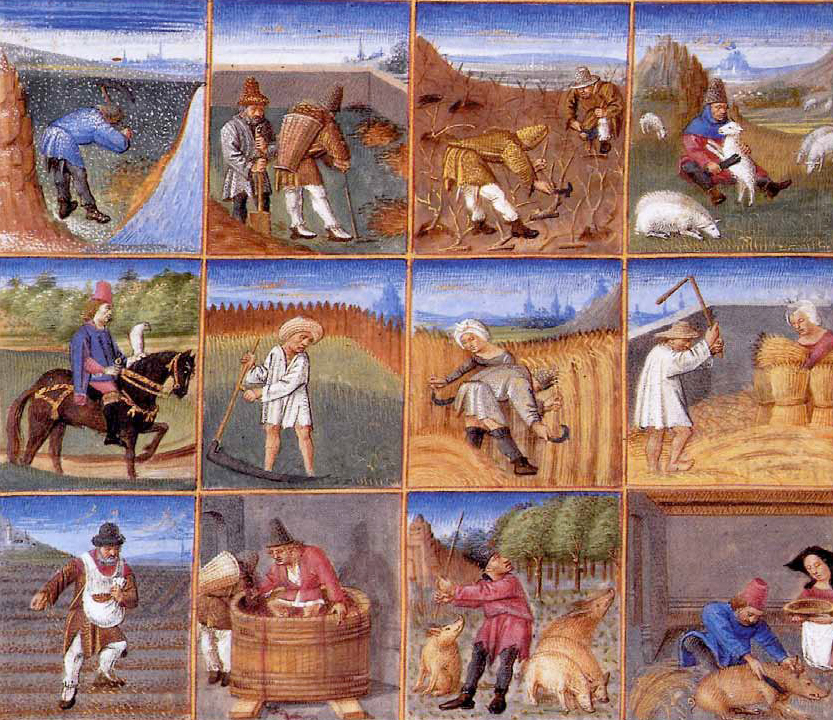
Сільськогосподарський календар з рукопису Петруса Кресценція

Якщо під сільським господарством розуміти масштабний інтенсивний обробіток землі, монокультури, організоване зрошення, і використання спеціалізованої праці, звання «винахідників сільського господарства» можна привласнити шумерам, починаючи з 5500-их років до нашої ери. Інтенсивне сільське господарство дозволяє утримувати набагато більшу щільність населення, ніж при використанні методів полювання і збирання, а також дає можливість для накопичення надлишкового продукту для міжсезоння, використання, або продажу/обміну. Можливість фермерів, здатних прогодувати велику кількість людей, діяльність яких не має нічого спільного з сільським господарством, стало вирішальним фактором у появі постійних армій.

## Спадщина Арабською халіфату
В Епоху Ісламської золотої доби з VIII по XIII ст. н. е. сталася «ісламська аграрна революція» — великі перетворення в сільському господарстві Арабського халіфату і пов'язаний з цим прогрес в науках про землю, природничих науках і економіці. В результаті встановлення Арабського халіфату на великій території з заходу Європи і до Центральної Азії виникла глобальна економіка, що дозволило арабським і іншим мусульманським торговцям вести широкий торговий обмін, поширити на всій території Халіфату і за його межі безліч сільськогосподарських культур і технологій ведення сільського господарства, а також адаптувати ці культури і методи за межами Халіфату. Крім сільськогосподарських культур арабського світу, широке поширення за межами своєї батьківщини отримали сорго (Африка), цитрусові (Китай), різні культури Індії (манго, рис, бавовник, цукрова тростина). Ряд дослідників називають цей період «глобалізацією сільськогосподарських культур». Поява нових культур, зростання механізації сільського господарства призвели до великих зрушень в економіці, розподілі населення, типам посівів, с/г виробництві, доходах населення, урбанізації, розподілі робочої сили, інфраструктурі, кухні народів світу і одягу.

## Новий час
З 1492 року в світі починається «міжконтинентальний» обмін рослин і тварин, знаний як Колумбів обмін. Сільськогосподарські культури і тварини, які раніше були відомі тільки в Старому світі, тепер були привнесені в Новий світ, і навпаки. Зокрема, помідор став фаворитом європейської кухні. Кукурудза і картопля також стали відомі широкому загалу.
Британська сільськогосподарська революція — розвиток сільського господарства у Великій Британії між XV і кінцем XIX століть. У цей період можна спостерігати досі небачене зростання продуктивності і розмірів врожаїв, які припинили цикли нестачі їжі. БСР відбувалася протягом багатьох століть (швидше еволюція, ніж революція) і була предтечею або відбувалася в один і той самий час з подібними змінами в Європі та колоніях. Ключовим для БСР була розробка різних сільськогосподарських технологій, спрямованих на запобігання втрати поживних речовин із землі під час землеробства. У той же час були виведені врожайніші сорти рослин які могли приносити більший урожай на акр. Фермери, використовуючи новітні знаряддя праці, могли виробляти більший урожай з меншою кількістю помічників. БСР прискорила обертів у міру того як промислова революція і успіхи в хімії створили добробут, наукові пізнання і технології для організованішого розвитку нових добрив і нову, продуктивнішу сільгосптехніку.

## Новітній час
З швидким зростанням механізації в кінці XIX і XX століття, трактори і, пізніше, комбайни, дозволили проводити сільськогосподарські роботи з раніше неможливою швидкістю і у величезних масштабах.
Зелена революція — комплекс змін у сільському господарстві країн, що мали місце в 1940-х — 1970-х роках і призвели до значного збільшення світової сільськогосподарської продукції. Включала в себе активне виведення продуктивніших сортів рослин, розширення іригації, застосування добрив, пестицидів, сучасної техніки. Початок Зеленої революції було покладено в Мексиці в 1943 році в сільськогосподарській програмі мексиканського уряду і Фонду Рокфеллера. Найбільших успіхів за цією програмою досяг Норман Борлоуг, що вивів безліч високоефективних сортів пшениці, в тому числі з коротким стеблом, стійку до вилягання. До 1951–1956 років Мексика повністю забезпечила себе зерном і почала його експорт, за 15 років урожайність зернових в країні зросла втричі. Розробки Борлоуга були використані в селекційній роботі в Колумбії, Індії, Пакистані, в 1970 році Борлоуг отримав Нобелівську премію миру.
Органічне сільське господарство — форма ведення сільського господарства, в рамках якої відбувається свідома мінімізація використання синтетичних добрив, пестицидів, регуляторів росту рослин, кормових добавок, генетично модифікованих організмів. Навпаки, для збільшення врожайності, забезпечення культурних рослин елементами мінерального живлення, боротьби з шкідниками і бур'янами, активніше застосовується ефект сівозмін, органічних добрив (гній, компости, пожнивні залишки, сидерати та ін.), різних методів обробки ґрунту тощо. До 2007 року на Землі приблизно 30,5 млн га використовуються відповідно до принципів органічного сільського господарства.